# 拉努瓦
拉努瓦（法語：Lannoy，法語發音：[lanwa]）是法国上法兰西大区北部省的一个市镇，位于该省中部偏东北，属于里尔区和里尔欧洲都会区。拉努瓦仅有0.18平方公里，是法国面积第三小的市镇。

## 地理
拉努瓦（50°39'58"N, 3°12'38"E）面积0.18 平方千米，位于法国上法蘭西大區北部省，该省份为法国最北部的省份及最长的省份，西北濒北海，西接加来海峡省，南至埃纳省和索姆省，东与比利时接壤。
与拉努瓦接壤的市镇（或旧市镇、城区）包括：利斯莱拉努瓦、埃姆。
拉努瓦的时区为UTC+01:00、UTC+02:00（夏令时）。

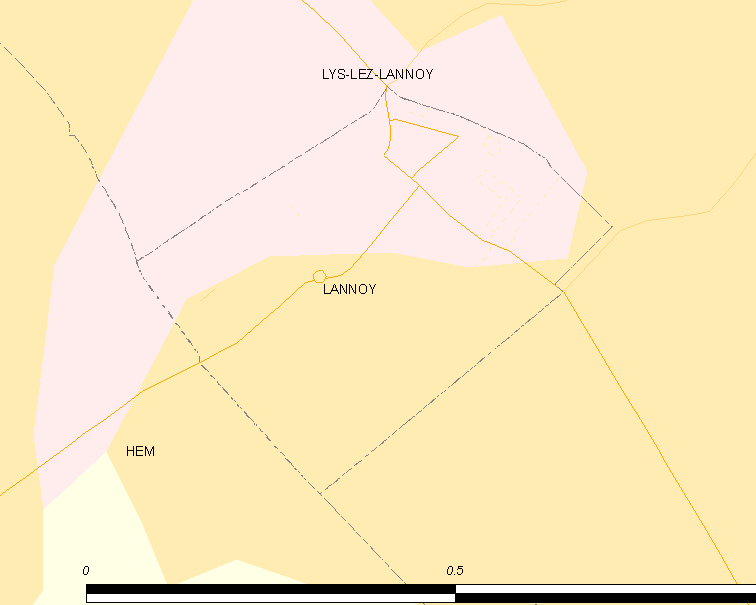
拉努瓦的OSM定位图

## 行政
拉努瓦的邮政编码为59390，INSEE市镇编码为59332。

## 政治
拉努瓦所属的省级选区为克鲁瓦县。

## 人口

1962-2008年间拉努瓦人口变化图示

拉努瓦于2022年1月1日时的人口数量为1791人。